# Lago Apo
Lago Apo es un lago de cráter en el Barangay de Guinoyoran de la ciudad de Valencia en la provincia de Bukidnon, en el sur del país asiático de Filipinas. Se encuentra en una zona montañosa a unos 640 metros (2.100 pies) de altitud, a unos 11 kilómetros (6,8 millas) de la población (división administrativa) de la ciudad (centro de la ciudad). El lago Apo fue galardonado como un cuerpo interior de agua limpia en el norte de Mindanao (Región X) a finales de 1990. El cuerpo verde de agua tiene una superficie estimada de 24 hectáreas (59 acres) con profundidades máximas que alcanzan hasta 26 m (85 pies).
El nombre del lago proviene de la palabra filipina "apo", que significa viejo o abuelo. Según la leyenda, había un hombre que vivió en las montañas quien asaltó a su nieta y fue castigado por los dioses de las montañas por su acto irrespetuoso con la inundación del área formando el lago Apo.